# El Puig (Sora)
El Puig és una masia de Sora (Osona) inclosa a l'Inventari del Patrimoni Arquitectònic de Catalunya.

## Descripció
Construïda amb murs de pedres de diferents mides, tallades irregularment i subjectades amb morter, la casa està formada per dos cossos d'habitatge posat en L i construccions annexes que s'utilitzen de corts o pallers. El nucli principal d'habitatge està format per un edifici de planta rectangular i coberta a doble vessant amb teules. L'entrada d'aquest edifici és una gran portalada adovellada. Adossat a la part esquerra d'aquesta façana hi ha el segon cos amb un porxo elevat.

## Història
Aquesta masia quedava molt propera al camí ral que anava de Sant Quirze a Berga i que passava per les properes cases de cal Met i Can Juandó on els vianants feien parada i abeuraven els cavalls.